# Nitrometán
| Nitrometán | Nitrometán |

|  |  |

A nitrometán a szerves vegyületek családjába, azon belül a nitro-paraffinok közé tartozó, színtelen, éterre emlékeztető szagú folyadék. Képlete: CH3NO2. Ez a legegyszerűbb szerves nitrovegyület. Legjelentősebb felhasználója a vegyipar, ahol mint oldószer, extrahálószer, reakcióközeg, egyes szintézisekben pedig mint reaktáns szerepel. Szélesebb körben azonban versenyautók és modellmotorok üzemanyagaként ismert.

## Előállítása
Iparban propán gőzfázisú nitrálásával állítják elő. A reaktáns salétromsav, a reakcióelegy tipikus hőmérséklete pedig 350-450 °C. Az exoterm reakcióban a nitrometán mellett nitroetán, 1-nitropropán és 2-nitropropán is keletkezik. A folyamat gyökös mechanizmusú, melynek során a megfelelő nitrit észterek homolízise révén CH3CH2CH2O. típusú alkoxi-gyökök is keletkeznek. Ezek az alkoxi-gyökök könnyen lánchasadást szenvednek, ez eredményezi az összetett reakcióterméket.
Annak ellenére, hogy ez az eljárás igen olcsó, létezik még néhány további módszer az előállítására, de ezek kizárólag laboratóriumi méretben (maximum néhány gramm) jöhetnek számításba.
Például nátrium-klóracetát, nátrium-nitrit és víz reakciójában is keletkezik.
{\displaystyle \mathrm {CH_{2}Cl-COONa+NaNO_{2}+H_{2}O\rightarrow CH_{3}NO_{2}+NaCl+NaHCO_{3}} }
A reakcióelegyből desztillációval nyerhető ki a termék, amelyet még szárítani kell.
Továbbá metil-jodid és ezüst-nitrit reakciójában:
{\displaystyle \mathrm {CH_{3}I+AgNO_{2}\rightarrow CH_{3}NO_{2}+AgI} }

## Felhasználása
Az egyik fő felhasználási területe adalékként, klórtartalmú oldószerek stabilizálására, amelyeket a félvezetőgyártásban használnak mosásra, zsírtalanításra. Oldószerként pedig a pillanatragasztók (cianoakrilátok) gyártásához alkalmazzák.

### Származékai
Szerves kémiai szintézisekben kihasználják az úgynevezett CH-sav karakterét. Azaz a molekulában található erősen elektronvonzó nitrocsoport miatt már közepesen erős bázisok is képesek a metilcsoport egyik hidrogénjét lehasítani. Az ekkor keletkező nitrometil-anion, mint erős nukleofil ágens részt vesz kondenzációs reakciókban, például karbonil vegyületekkel (nitroaldol-reakció).
Savas tulajdonságát bizonyítja az is, hogy alkálilúg oldatokban, sóképződés közben lassan feloldódik:
{\displaystyle \mathrm {CH_{3}NO_{2}+KOH\rightarrow (CH_{2}NO_{2})K+H_{2}O} }
Fontos származéka a klórpikrin (CCl3NO2), amely egyes rovarirtószerek hatóanyaga, korábban pedig könnygázként is alkalmazták.

### Robbanóanyagként
A nitrometán robbanó tulajdonsága mindaddig ismeretlen volt, amíg az 1950-es években egy vasúti balesetben ezt be nem bizonyította. Az esetet követő vizsgálatok során kiderült, hogy robbanásakor fajlagosan nagyobb energia szabadul fel, mint a TNT esetében. Noha ez utóbbinak nagyobb a detonációsebessége és a brizanciája is.
A nitrometán alapvetően kis érzékenysége azt feltételezi, hogy biztonsággal kezelhető nagyobb mennyiségben is. A vasúti balesetnél feltételezhetően egy hirtelen elzárt szelep vezethetett robbanáshoz. Ekkor ugyanis az áramló folyadék, amely apró buborékokat is tartalmazott gyorsan lefékeződött. A benne lévő buborékok pedig hirtelen összepréselődtek és jelentősen felmelegedtek (vízkalapács-jelenség). Ez eredményezhette a váratlan robbanást.
Oxigénegyenlege negatív, de oxigénben gazdag robbanóanyaggal (például ammónium-nitráttal) elegyítve hatása tovább fokozható. 1995-ben nagyjából 2,5 tonna ilyen típusú keveréket használt Timothy McVeigh egy oklahomai irodaépület felrobbantásánál. A 2001. szeptember 11-ei eseményeket megelőzően ez volt az USA történetének legsúlyosabb terrorcselekménye.
A nitrometán/ammónium-nitrát keverék robbanásakor lejátszódó kémiai folyamat:
{\displaystyle \mathrm {2\ CH_{3}NO_{2}+3\ NH_{4}NO_{3}\rightarrow 2\ CO_{2}+4\ N_{2}+9\ H_{2}O} }

### Üzemanyagként
Bár mennyiségileg elenyésző, közismertség tekintetében a nitrometán legjelentősebb felhasználási területe. Ezen belül is főként a gyorsulási versenyautók és a rádiótávirányítású modellek üzemanyaga. Mindkét esetben metanol/nitrometán keveréket használnak, de az előbbiek üzemanyagának nitrometán tartalma elérheti a 90%-ot is, míg az utóbbiaknál ez az érték ritkán megy 30% fölé.
A versenyzői szlengben csupán "nitro"-nak becézett (ezt a nevet kapta a dinitrogén-oxid is) folyadék óriási előnye a hagyományos benzinnel szemben, hogy égéséhez lényegesen kevesebb levegő szükséges. Amíg minden egyes kg benzinhez 14,7 kg levegőt kell keverni, addig a nitrometán kilogrammonként megelégszik csupán 1,7 kg levegővel.
{\displaystyle \mathrm {4\ CH_{3}NO_{2}+3\ O_{2}\rightarrow 4\ CO_{2}+2\ N_{2}+6\ H_{2}O} }
Egy dugattyús motornál ez azt jelenti, hogy a beszívott levegő változatlan mennyisége mellett 8,6-szer több nitrometán égethető el ütemenként. Ugyanakkor figyelembe kell venni a lényegesen alacsonyabb égéshőjét is. Egy átlagos benzin kg-onként 42-44 MJ energiát szabadít fel égésekor, szemben a nitrometánnal, ami csupán 11,3 MJ-t. Mindezeket figyelembe véve tehát a nitrometánnal hajtott belső égésű motorok nagyjából 2,3-szer nagyobb teljesítmény leadására képesek a benzinnel hajtott társaikhoz képest. Egy ilyen üzemanyaggal hajtott dragster motorjának összlökettérfogata manapság 8-8,5 liter, csúcsteljesítménye pedig meghaladja a 7-8000 lóerőt.
Lamináris égési sebessége nagyjából 0,5 m/s, ami kevéssel nagyobb, mint a benziné. Ezért alkalmasabb nagy sebességű motorok hajtóanyagának. Adiabatikus lánghőmérséklete 2400 °C, ami szintén magasabb a benzinéhez képest, de nagy párolgáshője (0,56 MJ/kg) és az általában dús üzemanyag/levegő keverék miatt a nitrometán egyúttal a belsőégésű motor hűtéséért is felelős. Ennek a dús keveréknek a leglátványosabb megnyilvánulása, amikor egy-egy verseny alatt a kipufogócső végeken több méteres zöldes-sárgás lángcsóva csap ki.
A nitrometánt felhasználják egykomponensű folyékony rakéta-hajtóanyagként is. Ezt az a tulajdonsága teszi lehetővé, hogy külső oxigénforrás hiányában is képes égni:
{\displaystyle \mathrm {2\ CH_{3}NO_{2}\rightarrow 2\ CO+N_{2}+H_{2}+2\ H_{2}O} }